# Namek
Namek (ナメック星, Namekkusei, Planète Namek) est une planète du manga Dragon Ball, ainsi que le nom du peuple qui y habite. C’est la planète d’origine des Dragon Balls dont la quête est la trame principale de l’histoire. Le mot Namek vient de Namekuji (ナメクジ, Namekuji, Limace).

## La planète
Cette planète a un environnement particulier puisque la végétation y est devenue très rare à la suite d’une catastrophe climatique qui a eu lieu il y a plusieurs siècles. Les quelques habitants qui y vivent encore cultivent des arbres afin de repeupler la flore de la planète. Comme ils ne vivent que d’eau, les Nameks n’ont pas besoin de cultures vivrières et peuvent se consacrer pleinement à la reforestation de leur planète. À l'opposé de la Terre, l'herbe est bleue sur Namek alors que le ciel, l'eau, les rivières et les lacs y sont de couleur verte.
Namek a plusieurs soleils ce qui a pour conséquence qu’il n’y fait jamais nuit, les ténèbres ne tombent sur cette planète que lorsque le dragon sacré est invoqué grâce aux Dragon Balls.
Namek est parcourue par Son Goku, Son Gohan, Krilin, Bulma et Piccolo. Ils y rencontrent Freezer ainsi que Vegeta, tous en quête des Dragon Balls, mais à des fins différentes.
Le Tout-Puissant, Piccolo, Dendé et Nail sont originaires de Namek.

## Le peuple
Les Nameks (aussi appelés Naméciens ou Namékiens - Namekians - Namekseijin selon les sources)[réf. nécessaire] sont un peuple très ancien. Pour preuve : Rou Dai Kaiô Shin dit avoir autrefois réglementé l’utilisation des Dragon Balls en les autorisant juste aux Nameks qu’il considère très certainement comme le seul peuple assez sage pour en assumer la responsabilité, or ce Kaio Shin a par la suite passé des dizaines de millions d’années enfermé dans une épée.
Peuple ovipare, les Nameks possèdent une culture basée sur une puissante magie. Ils vivent en groupe dans de petites huttes rondes. Ils utilisent un mode de reproduction asexué ressemblant à la parthénogenèse. Ils pondent des œufs par leur bouche : ils créent un gros œuf blanc qu’ils crachent et qui éclot immédiatement (on n’en connaît pas d’équivalent dans la réalité). Il a été entendu dans la série que tous les Nameks de la planète homonyme à l’époque du combat contre Freezer sont les enfants du Grand Chef Saichoroshi, le seul survivant n’ayant pas fui la planète lors du grand cataclysme qui les frappa plusieurs siècles auparavant. Saichoroshi est donc le père de tous les Nameks et semble être le seul apte à faire ce phénomène hors du commun. Il aurait pondu 108 enfants. Le démon Piccolo nous apprend que la ponte d’œufs réduit sensiblement leur durée de vie. Malgré ce fait, Saichoroshi est très vieux malgré ses 108 pontes.
Les Nameks sont génétiquement hermaphrodites, mi-homme mi-femme (deux organes reproducteurs), mais sont avant tout un peuple masculin qui possèdent la morphologie humaine, ce qui veut dire que le côté mâle domine, pas de forme féminine et de vagin pour accoucher, tout est relatif au sexe masculin. Ils se nomment de père en fils dans le manga et dans la série, Toriyama le souligne. Lors d'une interview donnée en 2006 par Akira Toriyama, celui-ci a confirmé leur hermaphrodisme et insisté sur ce point « qu'ils ne sont pas des plantes ».
Leur schéma de fonctionnement est assez similaire à celui des fourmis : un grand chef et une vie consacrée au bien-être de la communauté. Très sensibles, ils peuvent absorber les ondes négatives des gens, ce qui peut influer fortement leur personnalité ; c’est ce qui les pousse à éviter de se mélanger aux autres et à vivre en communauté. Malgré leur grande force physique et leurs pouvoirs, les Nameks sont parmi les peuples les plus pacifistes de l’univers, ils aspirent juste à une vie heureuse et tranquille.
Pour communiquer avec un autre individu, ils peuvent utiliser la télépathie et ceci pas obligatoirement avec un autre Namek. En effet, on peut voir Piccolo s’en servir avec Son Gohan.
Leurs besoins vitaux sont très simples : ils ne mangent pas, n’ont besoin que d’un peu d’eau et ont juste à dormir pour récupérer. Leur corps se soigne très rapidement et ils sont capables de se régénérer, par exemple en faisant repousser un de leurs membres. Tant que leur cerveau n’est pas directement atteint, ils peuvent se régénérer entièrement.
Leur ouïe est largement supérieure à celle des humains, ce qui leur donne tout de même un point faible qu’on peut observer uniquement dans le film Dragon Ball Z : La Menace de Namek : le sifflement. Celui-ci a pour eux le même effet, en bien plus fort, du crissement des ongles sur un tableau noir pour les humains. En effet, lorsque Son Gohan siffle une chanson pour faire danser son dragon, Piccolo ne le supporte pas. Puis, quand il siffle devant Slug, ce dernier s’écroule par terre.
Mais le plus grand pouvoir des Nameks reste leurs Dragon Balls. Éléments clés de la série, la somme de leur pouvoir est consacrée dans ces boules qui dépendent entièrement de l’existence de leur créateur, le Grand Chef.
Ils possèdent également la faculté d’agrandir leurs membres, voire leurs corps entiers, ainsi qu’une capacité de s’assimiler avec un autre Namek. Dans ce dernier cas, celui qui utilise la technique s'approprie la puissance de celui qu'il absorbe.

## Similitude par rapport aux escargots
Dans le manga, Akira Toriyama fait de nombreuses références quant au fait que les Nameks sont en fait le croisement entre l’humain et l’escargot. La nouvelle édition du manga en cours de parution ne manque d’ailleurs pas de pointer ces références via de nombreuses notes.
Tout d’abord, tous les noms de Nameks font référence aux escargots, à l’exception de Piccolo et du Tout-Puissant qui ont oublié leur nom d’origine :
- Cargot vient du mot français Escargot.
- Dendé vient de Dendé-mushi (ou Denden-mushi) qui est un type d’escargot.
- Katatts est la première moitié du mot Katatsumuri qui signifie Escargot.
- Muri est la seconde moitié du mot Katatsumuri qui signifie Escargot.
- Nail vient du mot anglais Snail qui signifie Escargot.
- Tsuno désigne la corne des gastéropodes.

Le tome 22 (La résistance des Nameks) regorge de références et donc de notes diverses pour les faire remarquer au lecteur :
- Lors du repas sur Namek, Dendé mentionne que les Nameks font pousser des plants d’ajissa. Ajissa vient du mot japonais Ajisai qui signifie Hortensia. Il se trouve que les escargots sont friands de plantes à terre de bruyère comme les hortensias[réf. nécessaire] ; il est donc logique que les Nameks en cultivent.
- Le fait que les Nameks soient hermaphrodites est un autre point commun avec les escargots.
- Enfin, il est aisé de remarquer la similarité de l’apparence des Nameks avec celles des escargots, notamment la forme de leur crâne qui n’a pas de cheveux et surtout des antennes identiques à celle des escargots.